# Emmeline Tanner

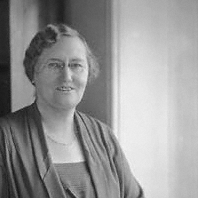
Emmeline Tanner, 1961

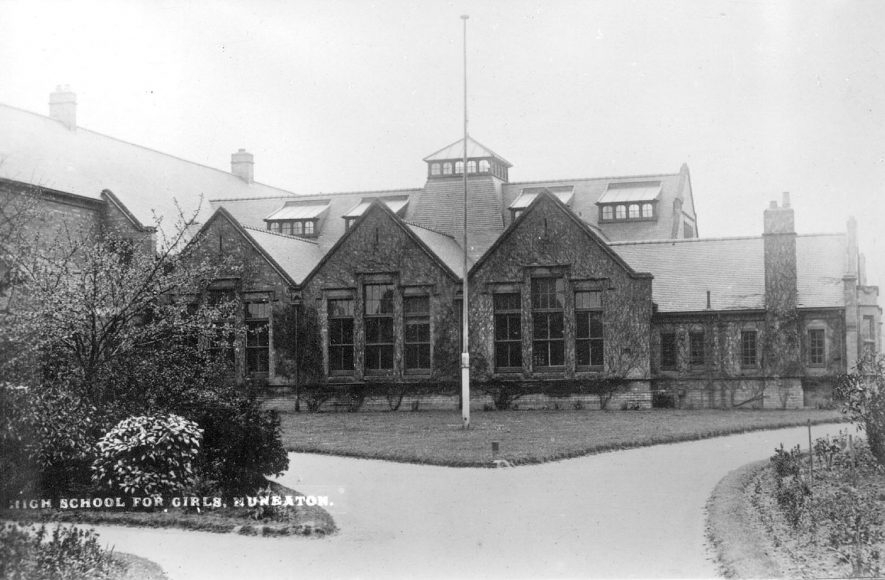
Nuneaton School, ca. 1915, während der Leitungszeit von Tanner

Emmeline Mary Tanner (* 28. Dezember 1876 in Bath, Somerset; † 7. Januar 1955 in Marlborough, Wiltshire) war eine englisch-britische Schulleiterin und Bildungsreformerin. Sie leitete mehrere Schulen, darunter die Roedean School. Für ihren Beitrag zum Education Act 1944 wurde sie zur Dame Commander ernannt.

## Leben
Tanner wurde als ältestes von sieben Kindern von Samuel Thomas Tanner (1849–1929), Kohlehändler und Friedensrichter im Rahmen des Board of guardians der Armengesetze, und Jeanetta Jane, geborene Fry, Angestellte in einem Textilgeschäft”, geboren. Ihre jüngere Schwester Beatrice Tanner, eine Krankenschwester, wurde 1919 mit dem Royal Red Cross ausgezeichnet.
Sie wurde in eine Familie der unteren Mittelschicht geboren, und ihre Eltern legten großen Wert auf Bildung als notwendiges Mittel für die berufliche Zukunft ihrer Kinder. Finanzielle Zwänge führten jedoch dazu, dass Tanner Schulbildung gering war. Mit dreizehn Jahren wurde sie Lehrerin und unterrichtete an Privatschulen, bis sie eine Anstellung am Ladies’ College in Halifax erhielt, wo sie vorher ausgebildet worden war. Sie organisierte ihre Ausbildung selbst und nachdem sie mit dreizehn Jahren die Prüfungen des College of Preceptors und mit fünfzehn Jahren die Cambridge Senior Locals abgeschlossen hatte, studierte dann für einen externen Abschluss an der University of London und schloss 1904 ihr Studium der Geschichte mit Auszeichnung ab. Im folgenden Jahr arbeitete sie an der Sherborne School for Girls.
1908 veröffentlichte sie ein Lehrbuch zur europäischen Geschichte mit dem Titel The Renaissance and the Reformation: A Textbook of European History 1494–1610.
1910 wurde mit Unterstützung des Bildungsdirektors von Warwickshire, Bolton King, die Nuneaton High School for Girls gegründet. Tanner wurde Gründungsdirektorin. Sie genoss während ihrer gesamten Karriere die Unterstützung von King und wurde Mitglied in Nuneatons Bildungsausschuss. Sie leitete die Schule in Nuneaton etwa ein Jahrzehnt lang und wechselte dann zur Bedford High School, wo sie erneut dem Bildungsausschuss beitrat und zusätzlich Reformen an der Schule durchführte.
Tanner wurde 1924 von Bedford abgeworben, um die Roedean School zu leiten, und zwar von Penelope Lawrence, einer der Gründerinnen von Roedean. Sie wurde Mitglied im Bildungsausschuss in Brighton. Sie war bereits eine der vier Frauen im britischen Board of Education gewesen, und als Leiterin von Roedean wurde sie gebeten, weitere sechs Jahre in diesem Ausschuss mitzuarbeiten.
Für fast dreißig Jahre war sie Mitglied des Vorstands der Vereinigung der Schulleiterinnen (Association of Headmistresses) und wurde zunächst Vorstandsvorsitzende (1923–1925) und später Präsidentin (1937–1939) und bewies sich als fähige Verhandlungsführerin und politische Entscheidungsträgerin. Sie war Mitunterzeichnerin mehrerer Berichte, insbesondere des Hadow-Reports von 1926 (The Education of the Adolescent) eines Komitees unter Leitung von William Henry Hadow. In den 1930er Jahren galt sie als führende Vertreterin und Sprecherin für die Mädchenbildung und wurde regelmäßig zu Bildungsfragen konsultiert. Als Mitglied des Ausschusses für öffentliche Schulen des Board of Education  von 1942 bis 1944 half sie bei der Ausarbeitung einer neuen Bildungspolitik. Der Ausschuss empfahl, dass „Bildungsmöglichkeiten an öffentlichen Schulen Jungen und Mädchen […] unabhängig vom Einkommen ihrer Eltern offenstehen sollten“. Tanner spielte eine wichtige Rolle in den Diskussionen, die zum Education Act 1944 führten. Für ihren Beitrag zu dieser Gesetzgebung wurde sie 1944 zur Dame Commander des Order of the British Empire ernannt.
Im Gegensatz zu vielen ihrer Kolleginnen in dieser Zeit war Tanner auch aktiv für internationale Anliegen. Als engagierte Unterstützerin des Völkerbundes war sie in vielen Ausschüssen mit internationalen Zielen tätig und gab Reisen als ihre einzige Freizeitbeschäftigung an. Sie scheute sich nicht, sich als unabhängige Liberale in der Politik zu engagieren und auf politischen Podien zu sprechen. Obwohl sie als Mitglied der Swedenborgianer aufgewachsen war, trat sie 1913 der Church of England bei.
Tanner starb 1955 im Alter von 78 Jahren in Marlborough.
1995 schrieb Tanners Großnichte Susan Major das Buch Doors of Possibility: The Life of Dame Emmeline Tanner, 1876–1955, in dem sie Tanners Aufstieg aus einfachen Verhältnissen ohne großen Reichtum oder einflussreiche Verbindungen an die Spitze ihres Berufsstandes beschreibt und ihre Mitwirkung an den großen Entwicklungen im Bildungswesen während ihres Lebens beleuchtet.